# کارل اسخارتن
کارل اسخارتن (هلندی: Carel Scharten; ۱۴ مارس ۱۸۷۸ – ۳۱ اکتبر ۱۹۵۰) شاعر اهل هلند بود.

چهره‌نگاره‌ای از کارل اسخارتن

از افتخارات او می‌توان به کسب مدال برنز آثار حماسی در بخش مسابقات هنری بازی‌های المپیک تابستانی ۱۹۲۸ اشاره کرد.